# Donald Ray Brown
Donald Ray Brown (Hernando, 28 maart 1954) is een Amerikaanse jazzpianist, componist en hogeschoolonderwijzer.

## Biografie
Pas op advies van James Williams maakte de broer van vijf pianospelende zusters zich het pianospel eigen, nadat hij eerder had gespeeld op de baritonhoorn, trompet en drums. Hij bezocht van 1972 tot 1975 de Memphis State University als beursstudent, speelde rhythm-and-blues in Memphis en verving in 1981 voor een jaar James Williams als pianist van de Jazz Messengers van Art Blakey. Wegens zijn arthritis nam hij in 1983 zijn lesactiviteiten in het Berklee College of Music samen met Jerry Coker op. Sinds 1988 is hij werkzaam aan de University of Tennessee, tegenwoordig als hoogleraar. Soms nam hij op met muzikanten als Freddie Hubbard en Eddie Lockjaw Davis en nam hij eigen albums op, zoals Blues Man from Memphis met het Knoxville Jazz Orchestra en Bill Scarlett (2007).
Hij is lid van het Contemporary Piano Ensemble. Bij Blakey componeerde en arrangeerde hij nummers. Deze werden door Williams, Art Farmer, Donald Byrd, Jon Faddis, Wynton Marsalis, Kenny Garrett en Wallace Roney opgenomen.
Zijn manier om kleine en grotere jazzbezettingen te arrangeren, beïnvloedde bijvoorbeeld Mulgrew Miller. Hij kan een hymnisch ingespeelde Killing me softly with his Song van Aretha Franklin als pianosolo aantonen. Hij staat qua klank in de nabijheid van Phineas Newborn en Harold Mabern. In het nummer Cartunes van zijn gelijknamige cd klinkt het gehele blazersarrangement als een piano. Zijn manier om voor bands te arrangeren is bescheiden nadrukkelijk, herinnert aan fusion en is gelijktijdig meerlagig.
Zijn arrangementen en composities zijn ritmisch stuwend, geraken spontaan in een swing en wisselen in de stilistiek, bijvoorbeeld I Didn't Know What Time It Was op The Sweetest Sounds.

## Discografie
- 1991: Cause and Effekt (Muse Records) met Steve Nelson, James Spaulding en Joe Henderson
- 1989: The Sweetest Sounds (Jazz City), kwartet met de vibrafonist Steve Nelson
- 1995: Cartunes (Muse Records) met arrangementen voor drie blazers, vibrafoon en percussie en humoristische zanginbreng door Harold Mabern